# Ho Jong-suk
Ho Jong-suk (en hangul, 허정숙; en hanja, 許貞淑; romanización revisada, Heo Jeong-suk; McCune-Reischauer, Hŏ Chŏng-suk) (16 de julio de 1908 - 5 de junio de 1991) fue una activista independentista coreana, escritora, periodista y comunista. Su verdadero nombre era Jongja (정자; 貞子).
Fue miembro de Singanhoe, Geunwoohoe y el Partido Comunista de Corea y también una de las primeras activistas coreanas por los derechos de las mujeres. 

## Biografía
Era la hija de Ho Hon, un activista de la independencia y político que se desempeñó como el primer presidente de la Asamblea Popular Suprema. 
En sus primeros años, Ho fue a Japón para estudiar en la Escuela Kwansei en Tokio. Posteriormente fue a China donde ingresó a la Escuela Secundaria Extranjera de Shanghái, de donde se graduó. Más tarde regresó a su país. En 1921, participó en el Movimiento de mujeres y se unió al Partido Comunista de Corea. 
En ese momento, el gobierno general japonés de Corea decidió hacer ilegal al Partido Comunista. Ella evitó la persecución por participar en el Partido Comunista. Más tarde, en 1924, se presentó en el Día Internacional de la Mujer, en marzo de 1925, asistió al evento del Día de la Mujer en Seúl. En 1927 fue miembro fundador de Geunwoohoi (근우회) y también participó en Singanhoe (신간회).
Ho también estaba a favor del amor y del sexo sin una relación. Su opinión fue denunciada en la sociedad coreana, porque en ese momento los vestigios del confucianismo fundamentalista permanecía fuertemente instaurado en las Coreas. 
En 1936, fue a China donde participó en el Partido Revolucionario Nacional de Corea (조선 민족 혁명당). En 1938, fue a Hebei, participó en la Alianza de independencia elegida (조선독립동맹), un grupo de resistencia coreano antijaponés. En 1945, se dirigió a Seúl, pero se fue por Corea del Norte para evitar el terrorismo de derecha. En 1948 participó en el gobierno de Corea del Norte. 
Ho se desempeñó como Jueza presidenta del Tribunal Supremo de Corea del Norte entre el 28 de octubre de 1959 y 1960.